# شاید فردایی در کار نباشد (ترانه)
شاید فردایی در کار نباشد (انگلیسی: Tomorrow Never Comes) ترانه‌ای از ارنست توب است که در سال ۱۹۴۵ منتشر شد. نویسنده این ترانه جانی باد بود و سه مرتبه دیگر توسط گلن کمبل اجرا شد.
از هنرمندان دیگری که این ترانه را بازاجرا کردند می‌توان به جرج جونز (۱۹۷۴)، جیم نیبرز (۱۹۷۰)، الویس پرسلی (۱۹۷۰) و بی. جی. توماس (۱۹۶۵) اشاره کرد که اجرای او در آمریکا به رتبه ۸۰ جدول موسیقی رسید.